# Scolodera pardalotus
Scolodera pardalotus är en bönsyrseart som beskrevs av Milledge 1989. Scolodera pardalotus ingår i släktet Scolodera och familjen Liturgusidae. Inga underarter finns listade i Catalogue of Life.